# The Bugs Bunny Crazy Castle
The Bugs Bunny Crazy Castle (en français - « Le château déjanté de Bugs Bunny »), également connu sous le nom de Roger Rabbit (ロジャー・ラビット) ou de Mickey Mouse (ミッキーマウス), est un jeu vidéo d'action et de réflexion, édité par Kemco sur Nintendo en 1989, puis sur Game Boy en 1990.
Il s'agit du premier épisode d'une série de jeux vidéo de dix titres, sortis sous des noms différents suivant les continents.

## Versions
La version originale du jeu est sortie en février 1989 au Japon sur Famicom Disk System, l'extension de la Famicom. Titrée Roger Rabbit, elle met en scène le lapin de Disney, et non pas celui de la Warner, évoluant au milieu d'ennemis issus du film Qui veut la peau de Roger Rabbit. 
The Bugs Bunny Crazy Castle est une version modifiée pour la NES, mettant en scène Bugs Bunny, un personnage de dessin animé mascotte de la Warner Bros, au milieu d'autres personnages des Looney Tunes. 
La version Game Boy sort sous le même nom en Amérique du Nord mais au Japon, à la suite de la perte entre-temps de la licence de Roger Rabbit, elle est titrée Mickey Mouse, le lapin y étant remplacé par la fameuse souris.

## Synopsis
Honey Bunny a été kidnappée par Grosminet, Vil Coyote, Sam le pirate et Daffy Duck. Bugs Bunny va la délivrer et doit pour cela traverser 60 niveaux pour la version NES, 80 pour la version Game Boy. Pour terminer un niveau, il est nécessaire de ramasser l'intégralité des carottes de celui-ci (ou des cœurs dans les versions Mickey Mouse et Roger Rabbit).